# Персонаж (фильм, 2021)
«Персонаж» (яп. キャラクタ) — японский триллер 2021 года режиссёра Акира Нагаи. Главные роли исполнили актёр Масаки Суда и вокалист группы SEKAI NO OWARI Фукасэ.

## Сюжет
Ямасиро Кэйго (Масаки Суда) мечтает стать мангакой. У него есть талант к рисованию, однако из-за своего мягкого характера у него никак не получается создать злого персонажа, из-за чего он застрял в должности ассистента мангаки. Однажды по просьбе своего руководителя Ямасиро отправляется отыскать и нарисовать выразительный дом, но, прибыв на место, обнаруживает внутри убитую семью. Кроме тел жертв Ямасиро увидел и незнакомого мужчину (Фукасэ). Тем не менее, он решил умолчать об этом на допросе в полиции и срисовал с этого незнакомца злодея для своей манги «34», которая вскоре стала хитом. Вот только начали происходить убийства точь-в-точь как в этой манге, да и сам убийца скоро появляется перед Ямасиро.

## В ролях
| Актёр           | Роль                          |
| --------------- | ----------------------------- |
| Масаки Суда     | мангака Ямасиро Кэйго         |
| Фукасэ          | убийца Мородзуми              |
| Сюн Огури       | детектив Сюнсуке Сэйда        |
| Сидо Накамура   | детектив Кота Макабэ          |
| Мицуки Такахата | девушка Ямасиро Нацуми Кавасэ |
| Дзюн Хасидзумэ  | Кэнта Ямасиро                 |
| Хидзири Кодзима | Юки Ямасиро                   |
| Ёдзи Мацуда     | редактор Ямасиро Ацуси Хэнми  |